# Crematogaster hashimi
Crematogaster hashimi (лат.) — вид муравьёв рода Crematogaster из подсемейства Myrmicinae (Formicidae). Малайзия, Таиланд.

## Описание
Мелкие муравьи (рабочие имеют длину около 4 мм, матки крупнее), живущие в лесах и фуражирующие на деревьях. Отличаются расширенным кпереди петиолем, широким постпетиолем, красновато-коричневой окраской тела, многочисленными щетинками скапуса усиков и крупными проподеальными дыхальцами. Основные промеры и индексы пропорций рабочих муравьёв: ширина головы (HW) 0.80-0.88; длина головы (HL) 0.77-0.82; головной индекс (CI) 100—109 (HW/HL × 100); длина скапуса усика (SL) 0.67-0.75; индекс скапуса усиков (SI) 82-89 (SL/HW × 100). Проподеальные шипики на заднегрудке развиты. От близкого вида Crematogaster imperfecta отличается округлой формы дыхальцами проподеума и более широким петиолем. Усики рабочих и самок 11-члениковые (у самцов усики состоят из 12 сегментов, включая скапус). Голова субквадратная. Глаза среднего размера, расположены в задне-боковой части головы. Тело гладкое и блестящее, короткие сеты прижатые к поверхности (отстоящие волоски отсутствуют). Стебелёк между грудкой и брюшком состоит из двух члеников: петиолюса и постпетиолюса (последний четко отделен от брюшка), жало развито, куколки голые (без кокона). Характерна возможность откидывать брюшко на спину при распылении отпугивающих веществ. Таксон был впервые описан в ходе ревизии в 2015 году японским энтомологом Ш. Хосоиши (Shingo Hosoishi; Kyushu University, Фукуока, Япония). Видовое название дано в честь Р. Хашим (Dr. Rosli Hashim, University of Malaya), за помощь в полевых исследованиях в Малайзии. Включён в видовую группу Crematogaster ranavalonae-group (Oxygyne).